# Синельников, Николай Александрович
Николай Александрович Синельников [26.11(8.12).1885, Москва, ‒ 30 ноября 1941, на пути в Ташкент], советский антрополог.
Учился в 1-й Московской гимназии, с 1905 по 1911 год — на географическом отделении физико-математического факультета МГУ, ученик Д. Н. Анучина.
В 1911—1913 г на военной службе в артиллерии Московского гренадерского корпуса. В 1913—1914 гг. ассистент кафедры географии МГУ.
В 1914 году мобилизован в армию. Летом 1915 года попал в плен на территории Польши. До конца 1918 года содержался в лагере военнопленных в г. Нейсс в Силезии. Вернулся в Москву в январе 1919 года.
С мая 1919 до конца 1923 года работал в Иваново-Вознесенском педагогическом институте, читал курсы антропологии, географии и землеведения. Одновременно доцент Иваново-Вознесенского политехнического института.
С февраля 2024 года ассистент кафедры антропологии МГУ, с апреля того же года научный сотрудник Антропологического института МГУ. В 1934 году присвоено звание доцента, в 1935 году — старшего научного сотрудника, в 1938 году без защиты диссертации присвоена степень кандидата биологических наук.
Принимал участие в изучении костных останков ребёнка-неандертальца, найденных в гроте Тешик-Таш в Сурхандарьинской области Узбекской ССР (1938). Выполнил подробное описание скелета.
Во время эвакуации МГУ умер 30 ноября 1941 года в вагоне поезда, немного не доехав до Ташкента.
Сталинская премия 1949 года в составе авторского коллектива (посмертно) — за открытие и изучение остатков скелета палеолитического человека и предметов его материальной культуры, изложенной в научном труде «Тешик-Таш».
Сочинения:
- Методика антропометрических исследований / под ред. и со вступ. ст. В. В. Бунака. — 3-е изд., перераб. и доп. — Москва ; Ленинград : ОГИЗ, 1931 г.
- Кости скелета ребенка неандертальца из грота Тешик-Таш, Южный Узбекистан, в кн.: Тешик-Таш. Палеолитический человек, М., 1949 (совместно с М. А. Гремяцким).